# Caja registradora

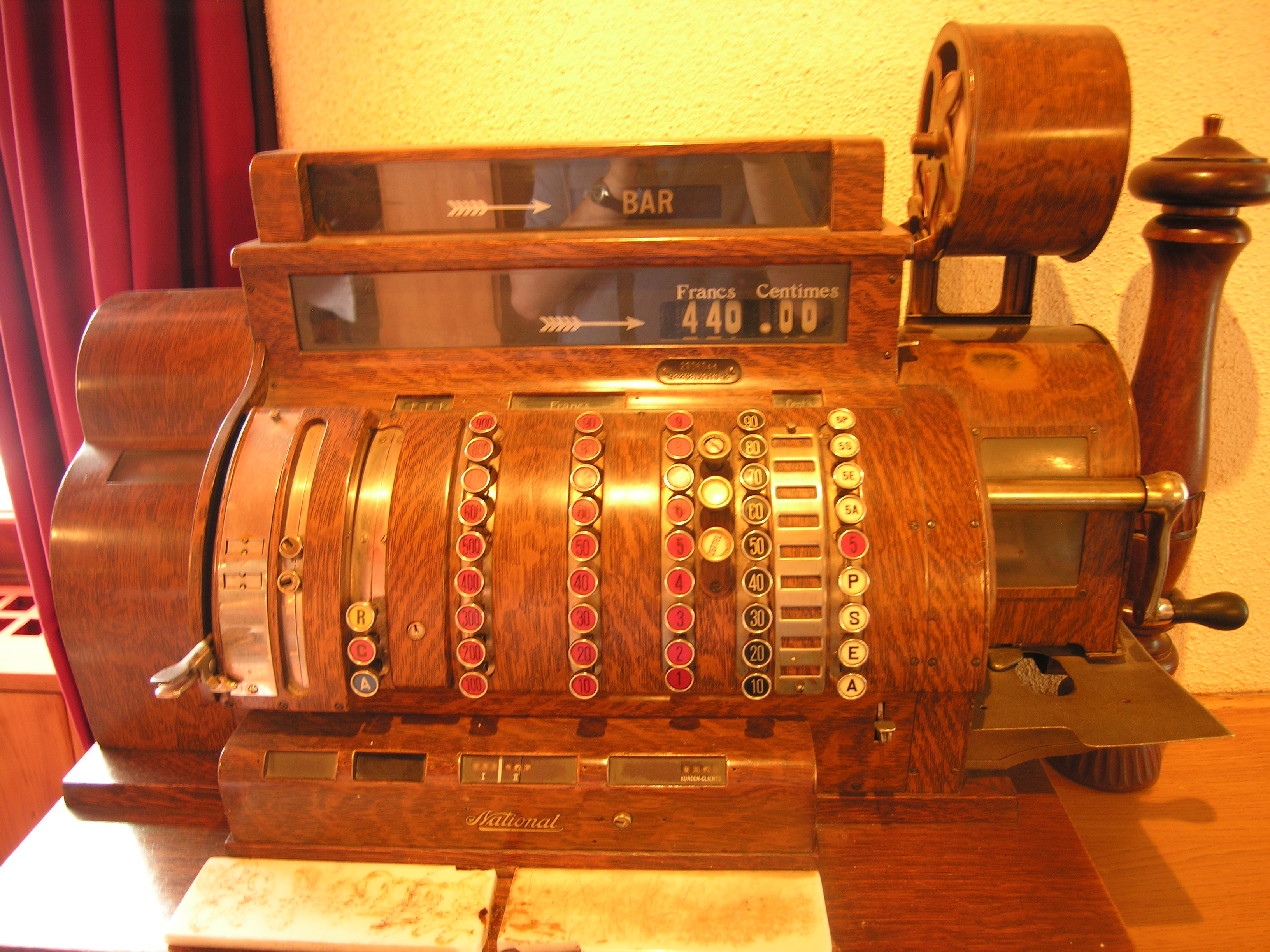
Antigua caja registradora a manivela.

Una caja registradora es una unidad, mecánica o electrónica, diseñada para realizar el cálculo y facturación de la compra de un cliente. Estos dispositivos traen integrado un cajón para guardar el dinero y usualmente al cerrarse se da por terminada la transacción comercial.

## Orígenes

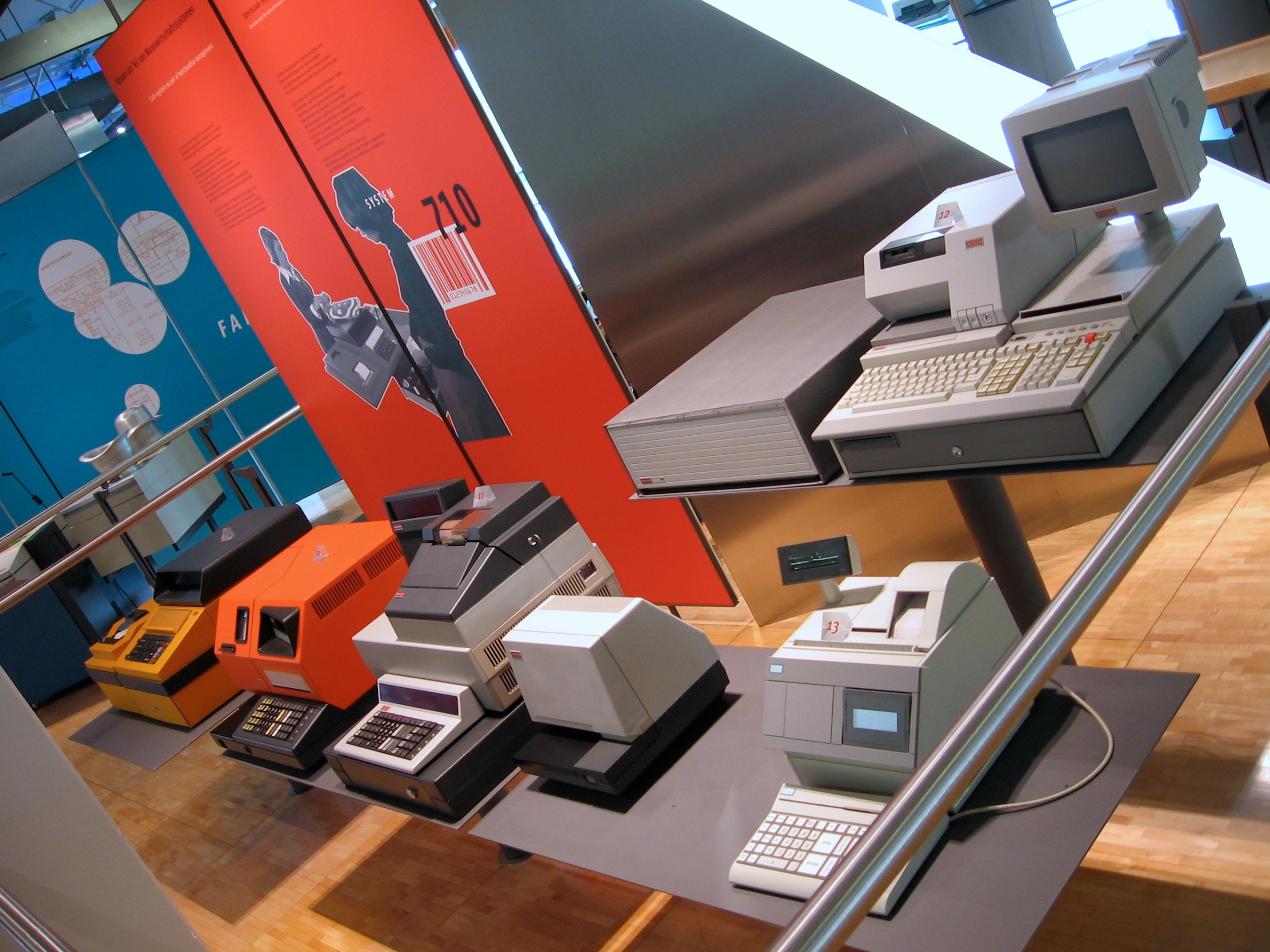
Varios tipos de modernas cajas registradoras.

La primera caja registradora fue inventada por James Ritty una vez concluida la guerra civil estadounidense. Era el propietario de un saloon en Dayton, Ohio, Estados Unidos, y necesitaba evitar que sus empleados continuaran hurtando sus ganancias. Creó el modelo Ritty I en 1879, luego de observar una herramienta que contaba las revoluciones del propulsor de un barco a vapor. Con la ayuda de su hermano John, la patentó en 1883.
Poco después resultó recargado con la necesidad de manejar dos comercios, por lo que vendió todos sus derechos sobre su invento a Jacob H. Eckert de Cincinnati, un vendedor de porcelana y cristalería, que formó la National Manufacturing Company. En 1884 este vendió a su vez la empresa a John H. Patterson, que la rebautizó National Cash Register (NCR) y mejoró la máquina incorporando un rollo de papel para registrar las transacciones, creando por tanto el ticket o recibo. 
En 1906, mientras trabajaba en NCR Charles F. Kettering diseñó una caja registradora con motor eléctrico.
En el Reino Unido se utiliza el término till para referirse a las cajas registradoras, en alusión a su utilidad como «ordenador» de moneda.

## Funcionamiento
En la mayoría de los casos el cajón para el dinero solo puede abrirse luego de una venta, excepto cuando se usa una llave especial. Al mismo tiempo, la apertura del cajón genera un campanilleo o sonido de aviso. Ambas características han tenido el objetivo de mejorar las posibilidades de control por parte del dueño o encargado del comercio, evitando los hurtos.
Las primeras cajas registradoras eran enteramente mecánicas y no entregaban recibo. Con el paso de los años y el perfeccionamiento de los sistemas fiscales, los países han implementado la facturación obligatoria de las ventas, que se perfecciona con el registro y entrega de un ticket o factura, por lo general con el fin tributario de recaudar el Impuesto al valor agregado u otros impuestos que graven las ventas. 

### Registradoras y computadoras

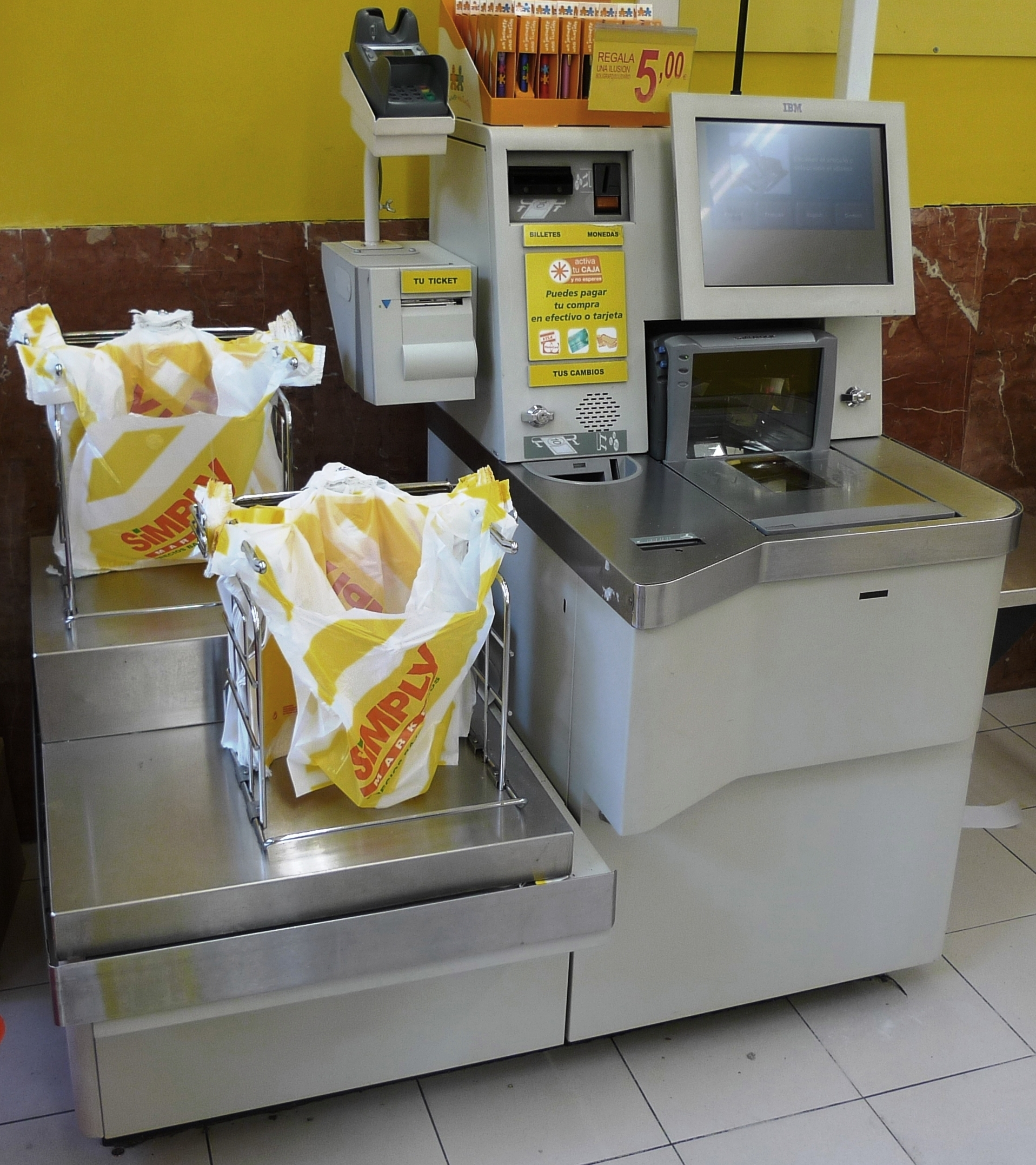
Caja registrador autoservicio o automática que integra al trabajador -cajeros o cobradores- como a las cajas registradoras. En la fotografía una caja autoservicio en un supermercado Simply de Madrid. 2010.

Con la difusión masiva de las computadoras personales (PC) a partir de la década de 1990, comenzó la utilización como caja registradora de estos aparatos, con la posibilidad de agregar periféricos para cumplir una variedad de funciones agregadas, por ejemplo:
- Impresoras para impresión de recibos o facturas de distintos formatos.
- Manejo de stock y pedidos de compra mayorista.
- Lectores de código de barras.
- Trabajo en red para múltiples puestos de venta, gestión de stock, compras y ventas centralizada.
- Lectora de tarjeta magnética para operaciones de venta con tarjeta de crédito o débito.

Aunque aún se siguen utilizando cajas registradoras, por lo general de tipo electrónico, el comercio minorista utiliza masivamente la computadora personal como caja registradora en la mayoría de los países, complementada con los periféricos arriba detallados y un cajón para dinero separado.

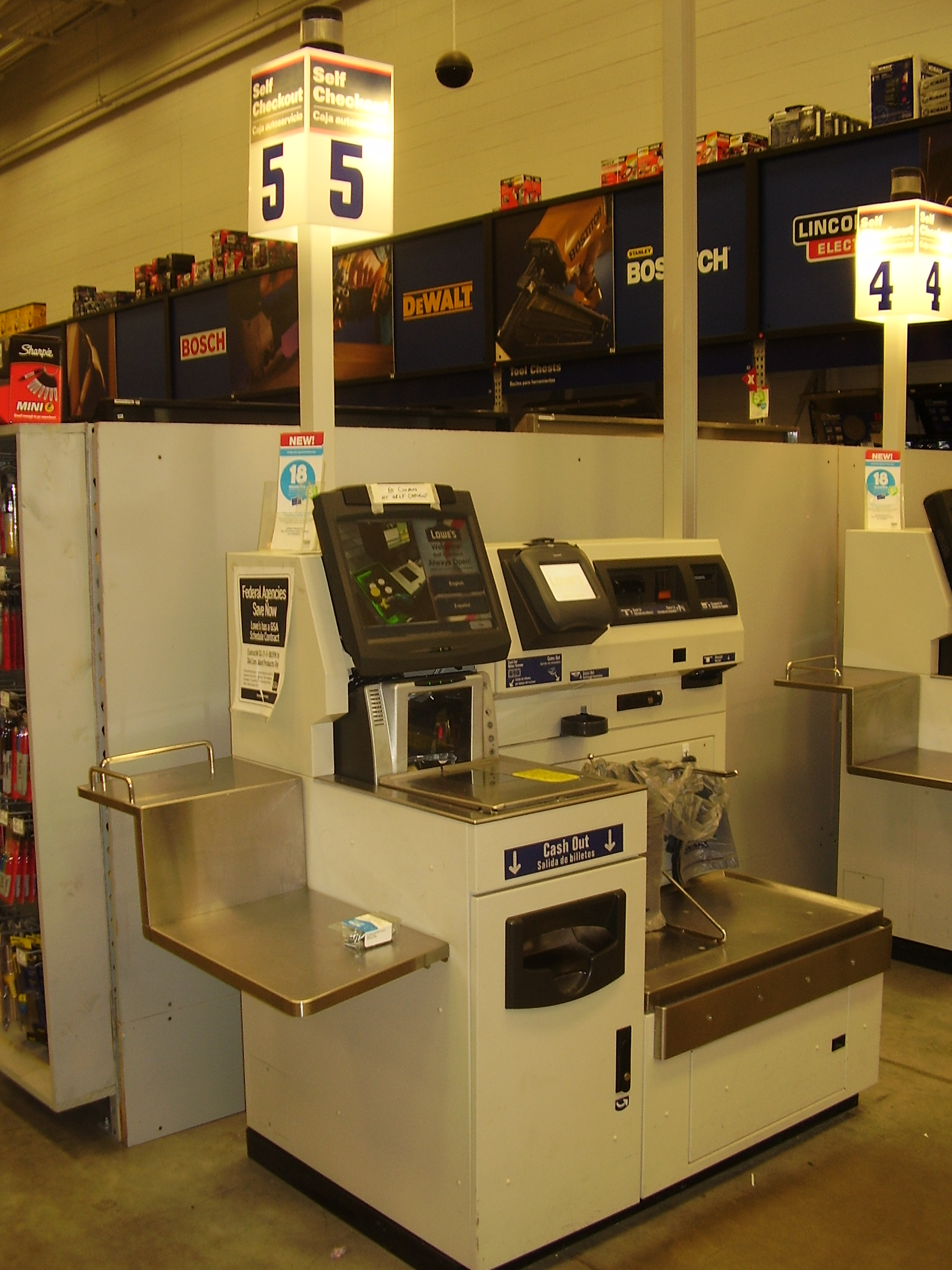
Caja registradora autoservicio de una tienda de Lowe's, Houston, Texas, Estados Unidos

En las grandes cadenas comerciales, y típicamente en los supermercados se utilizan redes de computadoras interconectadas cuyos puntos de venta constituyen computadoras especializadas en el funcionamiento como cajas registradoras.

### Controlador fiscal
En casi todos los países de Latinoamérica los respectivos gobiernos han impuesto desde hace unos años sistemas obligatorios de controladores fiscales, que son microchips inviolables que se agregan a los puestos de venta, o bien puestos de venta enteramente homologados que tienen la característica de registrar las transacciones efectuadas, que pueden ser revisadas en cualquier momento por los inspectores fiscales.
Existen dos tipos de controladores fiscales: las registradoras y los impresores.

### Extensión de servicios
La incorporación de lectores de tarjetas magnéticas y la posibilidad de interconexión vía Internet han permitido la evolución de los puestos de venta de pequeños comercios y supermercados, incorporando servicios propios de una red de cobranzas global.
Así en muchos países es común que comercios como kioscos y supermercados posibiliten a través de su puesto de venta el pago de resúmenes de tarjetas de crédito, tasas de servicios públicos, impuestos, cuotas de créditos, etc.
Se pueden utilizar a precios muy accesibles, haciendo a cualquier negocio más rentable.